# Максимовська сільська рада (Пономарьовський район)
Макси́мовська сільська рада (рос. Максимовский сельский совет) — сільське поселення у складі Пономарьовського району Оренбурзької області Росії.
Адміністративний центр — село Максимовка.

## Населення
Населення — 219 осіб (2019; 317 в 2010, 513 у 2002).

## Склад
До складу сільської ради входять:
| Населений пункт  | Населення, осіб (2002) | Населення, осіб (2010) |
| ---------------- | ---------------------- | ---------------------- |
| Грачовка, селище | 36                     | 16                     |
| Максимовка, село | 473                    | 301                    |
| Петровка, селище | 4                      | 0                      |